# Édouard Michel Gouazon
Édouard Michel Gouazon (né le 29 novembre 1811 à Saint-Servan et mort à Paramé le 31 juillet 1866) maire de Saint-Servan de 1848 à 1866.

## Biographie
Édouard Michel Gouazon esti issu du famille de marins et de fabricants de cordages.Docteur en médecine il est membre du conseil municipal de Saint-Servan depuis le 10 juillet 1840 lorsqu'il est nommé adjoint au maire le 29 mars 1848. Du fait de son ancienneté et de son influence dans le Conseil il devient maire le 31 août 1848. 
Nommé par décret du Prince Président le 29 février 1852 et réinstallé en octobre il effectue ensuite pendant le Second empire une longue carrière de Candidat officiel.
Son mandat de maire est prolongé le 14 juin 1855  et le 14 juillet 1860; Il devient conseiller général du canton de Saint-Malo-Sud comme « candidat unique » le 19 juin 1864. il voit de nouveau son mandat de maire prolongé le 25 août 1865. Il cesse de présider le conseil municipal le 23 juin 1866 et se retire à Paramé où il meurt le mois suivant.

## Distinction
- Chevalier de la Légion d'honneur (30 décembre 1854)[1]

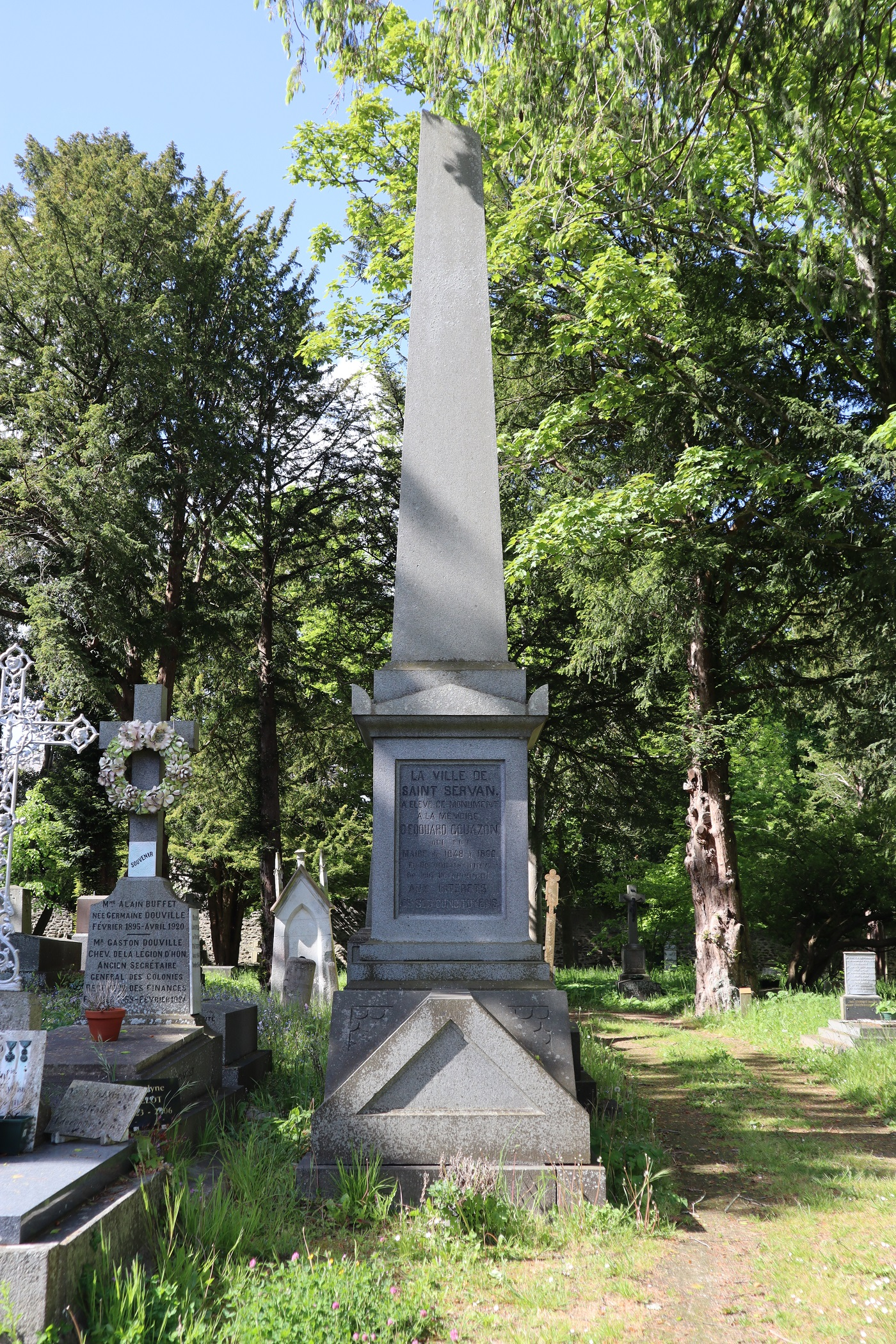
Tombe d'Édouard Gouazon au vieux cimetière de la Vigne au Chapt de Saint-Servan.

## Source
- Gilles Foucqueron Saint-Malo 2000 ans d'histoire édité par lui même Saint-Malo 1999,  (ISBN 9782950030450), Tome I, p. 709